# كيث ماسفيلد
كيث ماسفيلد (بالإنجليزية: Keith Masefield)‏ هو لاعب كرة قدم بريطاني في مركز الدفاع، ولد في 26 فبراير 1957 في برمنغهام في المملكة المتحدة. لعب مع أستون فيلا.

## وصلات خارجية
- كيث ماسفيلد على موقع قاعدة بيانات كرة القدم.إي يو (الإنجليزية)
- كيث ماسفيلد على موقع عالم كرة القدم.نت (الإنجليزية)